# Small and Mighty
Small and Mighty (chinesischer Originaltitel: 正義的算法 Zheng Yi De Suan Fa) ist eine Justizserie aus Taiwan, die von der Produktionsfirma Jason’s Entertainment in Zusammenarbeit mit den Koproduzenten The Walt Disney Company und Bilibili umgesetzt wurde. In Taiwan fand die Premiere der Serie am 15. Juni 2022 als Original durch Disney+ via Star statt. Im deutschsprachigen Raum erfolgte die Erstveröffentlichung der Serie am 4. Januar 2023 durch Disney+ via Star.

## Handlung
Das Leben des gerissenen und gierigen Anwalts Liu Lang, dem jegliches Gefühl für Moral und Mitgefühl fehlt, wird gehörig auf den Kopf gestellt. Der Junggeselle verliert nicht nur seine lukrative Anstellung in einer angesehenen Anwaltskanzlei, sondern kurz zuvor tritt auch noch der fünfjährige Liang-liang in sein Leben und behauptet, sein Sohn zu sein. Liu Lang möchte das nicht glauben und will den niedlichen und bedachten kleinen Jungen so schnell wie möglich wieder loswerden. Doch nun steht er vorerst ohne Arbeit, mit Kind und ohne Obdach da. Weil alle großen Anwaltskanzleien ihn ablehnen, fängt er notgedrungen bei der kleinen Kanzlei Chu Hsing an, die hauptsächlich Pro-bono-Fälle übernimmt. Dort arbeitet auch die junge und idealistische Verteidigerin Lin Xiao-yan, die sich der Gerechtigkeit verschrieben hat. Fortan arbeiten Liu Lang und Lin Xiao-yan gemeinsam an Fällen. Ob groß oder klein, jung oder alt, reich oder arm und unabhängig von der Herkunft ihrer Mandanten arbeiten die beiden an einer Vielzahl von Fällen, die alle gesellschaftlichen Schichten umspannen. Dabei geraten die beiden grundverschiedenen Kollegen oft aneinander, welche zudem wenig Sympathie für den jeweils anderen hegen. Mit der Zeit beginnt sich Lang zu wandeln, er kümmert sich mehr und mehr um Liang-liang, verbessert seine Zusammenarbeit mit Xiao-yan und versucht, seine Fälle aus einem anderen Blickwinkel zu betrachten.

## Besetzung und Synchronisation

### Hauptdarsteller
| Rolle        | Schauspieler | Folge(n)    | Synchronsprecher |
| ------------ | ------------ | ----------- | ---------------- |
| Liu Lang     | Bolin Chen   | 1–26        |                  |
| Lin Xiao-yan | Puff Kuo     | 1–22, 24–26 |                  |

### Nebendarsteller
| Rolle           | Schauspieler  | Folge(n)                      | Synchronsprecher |
| --------------- | ------------- | ----------------------------- | ---------------- |
| Liu Liang-liang | Lin Ge-yu     | 1–12, 15–16, 18–19, 21–24, 26 |                  |
| Xu Da-en        | Yan Sheng-yu  | 2–3, 5–18, 20–22, 24–26       |                  |
| Nicole          | Lin Yu-pin    | 2–22, 24, 26                  |                  |
| Chen Hui-yun    | Vera Chen     | 1–14, 16–22, 24–26            |                  |
| Zeng Ju-jia     | William Liao  | 3–6, 10–12, 15–16, 18, 23–24  |                  |
| Liu Li-wei      | Tsou Cheng-en | 7, 9–10, 16, 22–26            |                  |

## Episodenliste
| Nr. | Deutscher Titel | Originaltitel | Erstveröffentlichung (Taiwan) | Deutschsprachige Erstveröffentlichung (D/A/CH) |
| --- | --------------- | ------------- | ----------------------------- | ---------------------------------------------- |
| 1 | Folge 1         | 第1集         | 15. Juni 2022                 | 4. Jan. 2023                                   |
| Der gerissene und habgierige Anwalt Liu Lang wird engagiert, um einen großen Nahrungsmittelkonzern in einem Fall von Lebensmittelsicherheit zu verteidigen. Vor Gericht trifft er auf Lin Xiao-yan, eine junge Verteidigerin, welche die Geschädigten vertritt. Liu Lang geht zunächst davon aus, dass er Lin Xiao-yan leicht den Wind aus den Segeln nehmen kann, aber sie erweist sich als harter Brocken. Beide können sich nicht besonders ausstehen und kämpfen vor Gericht unerbittlich. Liu Lang will das bestmögliche Ergebnis für seine Mandanten erzielen und deren Interessen wahren, während Lin Xiao-yan für die Rechte der Verbraucher und Opfer eintritt und Gerechtigkeit herstellen will. Liu Lang beginnt, unfaire Taktiken anzuwenden, und sein Plan scheint aufzugehen. Doch dann nimmt sein Leben eine grundlegende Wendung. Der fünfjährige Liang-liang tritt in sein Leben und behauptet, sein Sohn zu sein. Liu Lang ist ungläubig und will den Jungen so schnell wie möglich loswerden, aber zunächst hat er keine andere Wahl, als Liang-liang bei sich zu behalten. Aber Liu Long wäre nicht er, wenn er nicht trotz der chaotischen Umstände seine Professionalität als Staranwalt beibehalten würde. Also macht er da weiter, wo er aufgehört hat, und obwohl er ahnt, dass in dem Fall noch etwas im Spiel ist, will er Lin Xiao-yan zu Fall bringen, im Interesse seiner Mandanten und seiner selbst. Jedoch setzt Lin Xiao-yan zu einem unerwarteten und fallentscheidenden Gegenschlag an. |                 |               |                               |                                                |
| 2 | Folge 2         | 第2集         | 15. Juni 2022                 | 4. Jan. 2023                                   |
| Der Fall um Lebensmittelsicherheit gerät außer Kontrolle, als noch mehr Beweise auftauchen, die gegen den Konzern sprechen. Liu Lang wird zum Sündenbock, er verliert seinen Job und muss eine hohe Entschädigungssumme zahlen. Als er online erpresst und von allen großen Anwaltskanzleien abgelehnt wird, ist Liu Lang verzweifelt und pleite. Er sucht weiter nach Arbeit und versucht, alle seine Ex-Freundinnen zu kontaktieren in der Hoffnung, die Mutter von Liang-liang zu finden. Er schickt sogar DNA-Proben für einen Vaterschaftstest ein. Lin Xiao-yan muss erkennen, dass ihre Klienten immer noch nicht zufrieden sind, obwohl sie ihren Fall gewonnen hat, und sie beginnt sich zu fragen, was Gerechtigkeit ist. |                 |               |                               |                                                |
| 3 | Folge 3         | 第3集         | 15. Juni 2022                 | 4. Jan. 2023                                   |
| Liu Lang kann sich seine luxuriöse Junggesellenwohnung nicht mehr leisten, also nimmt er Liang-liang mit, um nach einer günstigen Alternative zu suchen. Er macht auf „armer alleinerziehender Vater mit kleinem Kind“ und es gelingt ihm, eine Wohnung zu finden, deren Vermieter ebenfalls alleinerziehender Vater ist. Unterdessen hilft Xu Da-en Liu Lang bei einem Vorstellungsgespräch in einer kleinen, heruntergekommenen Anwaltskanzlei namens Chu Hsing. Liu Lang erfährt, dass auch Lin Xiao-yan dort tätig ist. Verzweifelt arbeitet Liu Lang mit Lin Xiao-yan zusammen, um einen Arbeitsunfall zu untersuchen, bei dem der Kläger ums Leben gekommen ist. Sie finden schon bald heraus, dass die Wahrheit möglicherweise viel komplizierter sein könnte als zunächst angenommen. |                 |               |                               |                                                |
| 4 | Folge 4         | 第4集         | 15. Juni 2022                 | 4. Jan. 2023                                   |
| Lin Xiao-yan fehlen handfeste Beweise, mit denen sie den Besitzer des Bauunternehmens verklagen könnte. Liu Lang hat kein Interesse an dem Fall und versucht nicht, ihr zu helfen – es sei denn, sie zahlt. Er findet jedoch wichtige Informationen für sie und stößt auf Probleme mit sehr vielen Überstunden und unfairer Behandlung von Arbeitern. Er erkennt, dass die Arbeiter sich einfach damit abfinden müssen, in einer unsicheren Umgebung zu arbeiten, nur um über die Runden zu kommen. Dann führt eine Freundschaft zu einem tragischen Tod. |                 |               |                               |                                                |
| 5 | Folge 5         | 第5集         | 15. Juni 2022                 | 4. Jan. 2023                                   |
| Liang-liang muss in den Kindergarten gehen, damit die Leute nicht misstrauisch werden. Liu Lang sieht darin auch eine Möglichkeit, Liang-liang loszuwerden. Da er geizig und berechnend ist, findet Liu Lang einen Kindergarten, der seiner Meinung nach ein gutes Preis-Leistungs-Verhältnis bietet. Die Aufnahme von Liang-liang ist jedoch nur der Anfang einer ganzen Reihe katastrophaler Ereignisse. Liang-liang muss missbräuchliches Verhalten über sich ergehen lassen und wird zu einem verschlossenen und unglücklichen Kind. Liu Lang ärgert sich darüber und findet heraus, dass dieser Kindergarten viele schmutzige Geheimnisse birgt. Er ärgert sich auch über sich selbst, weil er die Vereinbarung nicht richtig durchgelesen hat. Er ist fest entschlossen, den Kindergarten mit der Hilfe von Xiao-yan dichtzumachen. |                 |               |                               |                                                |
| 6 | Folge 6         | 第6集         | 15. Juni 2022                 | 4. Jan. 2023                                   |
| Liu Langs Ermittlungen führen dazu, dass Liang-liang unbedingt dem Kindergarten fernbleiben muss, aber gleichzeitig braucht er auch Liang-liangs Hilfe, um weitere Beweise zu sammeln. Als immer mehr Kinder Opfer dieses rücksichtslosen Kindergartens werden, gelingt Liu Lang schließlich der Durchbruch. Überraschenderweise erscheint aber der Hauptzeuge nicht und Liu Lang steht kurz davor, den Fall zu verlieren. Schließlich gelingt es Liu Lang aber doch, den Kindergarten mit Hilfe der von Liang-liang gesammelten Beweise dichtzumachen. In diesem Moment erkennt Liu Lang, dass es ihm nicht um das Geld oder seine Würde ging, sondern um Liang-liang, der zu einem wichtigen Teil seines Lebens geworden ist. Liu Lang bekommt die Ergebnisse des Vaterschaftstests und muss nun entscheiden, wie es mit Liang-liang weiter gehen soll. |                 |               |                               |                                                |
| 7 | Folge 7         | 第7集         | 22. Juni 2022                 | 4. Jan. 2023                                   |
| Doktor Lin sieht einen bewusstlosen Mann auf der Straße und versucht, ihn wiederzubeleben. Der Mann wird gerettet, doch er verklagt Doktor Lin wegen Fahrlässigkeit und weil er ihm die Rippen gebrochen hat. Da in der heutigen Zeit immer mehr Ärzte verklagt werden, wird es für sie zunehmend schwieriger, einfach nur ihre Arbeit zu machen. Lin Xiao-yan findet Details über die Vergangenheit von Doktor Lin heraus und warum er an Depressionen leidet. |                 |               |                               |                                                |
| 8 | Folge 8         | 第8集         | 22. Juni 2022                 | 4. Jan. 2023                                   |
| Dr. Lin ist müde sowie enttäuscht und erwägt, seine Arbeit als Arzt gänzlich einzustellen. Xiao-yan ermutigt ihn, für sich selbst einzustehen und für seine Würde zu kämpfen. Liu Lang vertritt jedoch eine völlig gegensätzliche Meinung, was zu Spannungen zwischen Xiao-yan und Liu Lang führt. Xiao-yan besucht das abgelegene Dorf, in dem Dr. Lin früher ehrenamtlich gearbeitet hat, und erfährt die Wahrheit darüber, was sich vor Jahren ereignet hat. Liu Lang findet eine Videoaufnahme, die nicht als Beweismittel vorgelegt wurde. Er droht dem Influencer mit dem Video und findet etwas über diesen heraus, das ihm zum Sieg verhelfen würde. Dr. Lin erinnert sich daran, wie er als Medizinstudent seinen Eid abgelegt hat und wie entschlossen er war, nicht nur für sich selbst, sondern für alle Ärzte, die Leben retten, einzustehen. Der Gerichtstermin ist zur selben Zeit wie der Talentwettbewerb – wird es Liu Lang wie versprochen zum Wettbewerb schaffen? |                 |               |                               |                                                |
| 9 | Folge 9         | 第9集         | 23. Juni 2022                 | 4. Jan. 2023                                   |
| Das berühmte Influencer-Paar Tung lässt sich scheiden. Liu Lang und Xiao-yan beschließen, Frau Tung zu helfen, aber Liu Lang findet viel interessanter, wie reich Frau Tung ist und wie viel Geld er möglicherweise mit diesem Fall verdienen könnte. Als Xiao-yan klar wird, dass Frau Tung möglicherweise immer noch in ihren Mann verliebt ist, will sie herausfinden, warum ihre Beziehung ein solches Ende gefunden hat. Liu Lang ermutigt Frau Tung, Herrn Tung zu provozieren und seine Beleidigungen als Beweismittel aufzuzeichnen, damit der Scheidungsprozess beschleunigt werden kann. Xiao-yan findet heraus, dass die Tungs vor Jahren in einen Unfall verwickelt waren, infolge dessen Herrn Tung ein Bein amputiert werden musste, und genau das war der Zeitpunkt, als sie angefangen haben, sich häufig zu streiten. |                 |               |                               |                                                |
| 10 | Folge 10        | 第10集        | 23. Juni 2022                 | 4. Jan. 2023                                   |
| Herr Tung wird immer aggressiver und wirft Frau Tung häufig Beleidigungen an den Kopf. Sein Verhalten treibt sie an den Rand der Verzweiflung und sie will einfach nur, dass es aufhört. Herr Tung beschuldigt Frau Tung außerdem, eine Affäre zu haben, und fordert eine happige Entschädigung. Erneut arbeiten Liu Lang und Xiao-yan zusammen und es gelingt ihnen, die Tungs dazu zu bewegen, ihre Differenzen beizulegen. Jetzt muss das Paar endgültig über seine Zukunft entscheiden. Nicole bekommt Besuch von ihrer Schulfreundin, Fräulein Ge. Ihr viel jüngerer Freund, den sie über eine Dating-App kennengelernt hat, ist verschwunden und schuldet ihr viel Geld. Xu Da-en bemüht sich sehr, Nicole zu beeindrucken, und er erklärt sich selbst zu Nicoles Assistenten, wovon sie alles andere als begeistert ist. Liu Lang trifft durch Zufall auf Xiao-yans Eltern und sie halten ihn versehentlich für ihren zukünftigen „Schwiegersohn“. Xiao-yan bestreitet es sofort, aber Liu Lang spielt gerne Spielchen mit Xiao-yan. Unterdessen hat Liang-liang ein neues Haustier, das Liu Lang eine Heidenangst einjagt. |                 |               |                               |                                                |
| 11 | Folge 11        | 第11集        | 29. Juni 2022                 | 4. Jan. 2023                                   |
| Im Internet kursiert ein Video, in dem die Prominente Lian Yan-fei dabei zu sehen ist, wie sie Hunde missbraucht, und ihr Ruf gerät in ernsthafte Gefahr. Schon bald verliert sie die Werbeverträge mit ihren Sponsoren und ist am Boden zerstört. Obwohl Chu Hsing normalerweise an Pro-Bono-Fällen arbeitet, muss die Kanzlei auch einige hochkarätige Fällen annehmen, um zu überleben. Liu Lang und Xiao-yan helfen Lian Yan-fei beim Rechtsstreit um ihr Sponsoring einer Marke für Haustierprodukte, aber ihre Bewunderung für Liu Lang löst bei Xiao-yan Eifersucht aus. Liu Lang findet heraus, dass der gegnerische Anwalt sein alter Kollege Hsiao Li-wei ist, mit dem er noch eine Rechnung offen hat, und nun wird der Fall persönlich. Inzwischen geht es Liang-liang im Kindergarten zwar gut, aber er zeigt Anzeichen eines durchgemachten Traumas, auf die die Kindergartenleiterin aufmerksam wird. Sie beginnt sich zu fragen, ob Liu Lang wirklich der Vater von Liang-liang ist. Da Liu Lang fürchtet, Liang-liang zu verlieren, bittet er Xiao-yan, mit ihm eine „glückliche Familie“ zu spielen. Also gibt sie vor, Liang-liangs Mutter zu sein, um die Kindergartenleiterin zu täuschen. All das bringt Liu Lang auch dazu, sich zu fragen, wie Liang-liangs Leben ausgesehen haben mag, bevor er zu ihm gekommen ist, und mit wem er zusammengelebt hat. |                 |               |                               |                                                |
| 12 | Folge 12        | 第12集        | 29. Juni 2022                 | 4. Jan. 2023                                   |
| Heutzutage führt die Frage, ob man Haustiere mag, zu reiner Schwarz-Weiß-Malerei. Wenn man keine Haustiere mag, ist man automatisch kalt und herzlos. Dank endloser billiger Verleumdungsversuche seitens Hsiao Li-wei hält nun jeder Lian Yan-fei für kalt und herzlos. Für Liu Lang wird es immer schwieriger, den Spieß umzudrehen, aber schließlich findet er heraus, dass die ganze Sache nur ein schmutziger Trick war, um Lian Yan-fei als Werbefigur zu ersetzen. Liu Lang muss die tragische Vergangenheit von Lian Yan-fei vor Gericht offenbaren, aber Lian Yan-fei beweist Mut und beschließt, ihre wahren Gefühle nicht länger zu verbergen. Liu Lang und Xiao-yan spielen der Kindergartenleiterin eine „glückliche Familie“ vor, um sie zu überzeugen, doch sie durchschaut die Täuschung. Xiao-yan hat eine Idee, wie sie die Verwandten von Liang-liang aufspüren kann. |                 |               |                               |                                                |
| 13 | Folge 13        | 第13集        | 30. Juni 2022                 | 4. Jan. 2023                                   |
| Der Lebensmittelmagnat Chou Yong-ze hat sich mit seinem jüngeren Bruder Chou Yong-hwa zerstritten. Yong-hwa vermutet, dass jemand Firmengelder gestohlen und an eine Wohltätigkeitsorganisation weitergeleitet hat. Yong-hwa hat seinen Bruder seit Jahren nicht mehr gesehen oder mit ihm gesprochen und befürchtet, dass sein Bruder in Gefahr sein könnte. Aber je mehr sich Liu Lang und Xiao-yan damit befassen, desto misstrauischer werden sie Yong-hwa gegenüber und vermuten, dass er nicht ehrlich ist. |                 |               |                               |                                                |
| 14 | Folge 14        | 第14集        | 30. Juni 2022                 | 4. Jan. 2023                                   |
| Liu Lang und Xiao-yan finden heraus, dass die Wohltätigkeitsorganisation tatsächlich legitim ist und vielen jungen Schulabbrechern geholfen hat, neue Fertigkeiten zu erlernen und Jobs zu finden. Lim You-wei hat das Unternehmen ebenfalls nicht bestohlen. Plötzlich tritt Chou Yong-ze in die Öffentlichkeit und benimmt sich äußerst seltsam. Unterdessen wird Nicole von einem düsteren Kapitel aus ihrer Vergangenheit eingeholt. |                 |               |                               |                                                |
| 15 | Folge 15        | 第15集        | 6. Juli 2022                  | 4. Jan. 2023                                   |
| Das Wunderkind Su Yi-hao taucht in der Kanzlei Chu Hsing auf und will Liu Lang engagieren, um seine Eltern zu verklagen. Su Yi-hao fühlt sich erstickt von all den Dingen, die seine Eltern für ihn organisiert haben, und er will nur noch Musik machen und sich von seinen Eltern distanzieren. Diesmal steht Liu Lang jedoch auf der Seite der Eltern, während Xiao-yan versucht, die Gründe für Su Yi-haos drastische Maßnahmen zu verstehen. |                 |               |                               |                                                |
| 16 | Folge 16        | 第16集        | 6. Juli 2022                  | 4. Jan. 2023                                   |
| Durch elterliche Erwartungen erhöht sich der Druck auf ihre Kinder und es ist unklar, ob der Beweggrund der Eltern dabei das Wohl der Kinder ist. Su Yi-hao gibt schließlich nach und kehrt nach Hause zurück, aber er leidet psychisch und verletzt sich selbst. Nur Xiao-yan versteht die Strapazen, die Su Yi-hao durchmacht. |                 |               |                               |                                                |
| 17 | Folge 17        | 第17集        | 7. Juli 2022                  | 4. Jan. 2023                                   |
| Zwischen Liu Lang und Xu Da-en kommt es zum Streit. Die Opfer des Betrugs in der Gesichtsmaskenfabrik wenden sich an Chu Hsing, um gegen Xu Da-en zu klagen. Liu Lang beschließt, diese Opfer zu vertreten, obwohl Nicole und Xiao-yan ihm davon abraten. Liu Lang untersucht die Investition und stößt auf ein verworrenes Netz von Verschwörungen. |                 |               |                               |                                                |
| 18 | Folge 18        | 第18集        | 7. Juli 2022                  | 4. Jan. 2023                                   |
| Die Freundschaft von Xu Da-en und Liu Lang ist nicht mehr zu retten. Liu Lang versucht, Xu Da-en eine Lektion zu erteilen, damit er kein Geld für die Untersuchung nutzloser Produkte verschwendet, aber Xu Da-en könnte jetzt in ernsthaften Schwierigkeiten sein. Liu Langs Nachforschungen führen zu Nicoles Ex-Freund Zhang Yong. Nicole erfährt von den Plänen und versucht, Xu Da-en zu retten, tappt aber in eine weitere Falle. |                 |               |                               |                                                |
| 19 | Folge 19        | 第19集        | 13. Juli 2022                 | 4. Jan. 2023                                   |
| Liu Lang hegt seit seinem Ausscheiden aus seiner alten Kanzlei Groll gegen seinen Ex-Chef Song Yuan-jie. Eine obdachlose Frau, die an Depressionen leidet, wendet sich wegen des Sorgerechts für ihren Sohn hilfesuchend an Chu Hsing. In dem Fall geht es nicht um Geld und Liu Lang ist nicht interessiert – bis er herausfindet, dass Song Yuan-jie der Ex-Freund der Frau ist. |                 |               |                               |                                                |
| 20 | Folge 20        | 第20集        | 13. Juli 2022                 | 4. Jan. 2023                                   |
| Wenn Eltern um das Sorgerecht streiten, sind die Kinder sehr oft die Leidtragenden, und mit dem Sohn von Song Yuan-jie und Lam Kai-xin ist es nicht anders. Um zu gewinnen, zwingt Song Yuan-jie seinen Sohn, gegen seine Mutter auszusagen. Damit sie Lam Kai-xin bei ihrem Rechtsstreit helfen können, müssen Liu Lang und Xiao-yan ihr zunächst helfen, eine Wohnung zu finden, und sie ermutigen, ihre Depression behandeln zu lassen und sich obendrein noch einen Job zu suchen. Diese Folge gewährt Einblicke in das Familiengericht, dessen Verfahren sich von Zivil- oder Strafsachen unterscheiden. Das Familiengericht stellt das Kindeswohl in den Mittelpunkt. |                 |               |                               |                                                |
| 21 | Folge 21        | 第21集        | 14. Juli 2022                 | 4. Jan. 2023                                   |
| Xiao-yan spürt, dass zwischen Liu Lang und seinem Vater eine alte Last liegt, und sie macht sich Sorgen um die beiden. Obwohl Zhi-shan stets versucht, die strengen Reglungen aufgrund des COVID-19-Lockdowns einzuhalten und nach den Quarantänevorschriften zu handeln, beschuldigen ihn alle des Fehlverhaltens. Für Liu Lang sind die Anschuldigungen gegen seinen Vater, der ein rechtschaffener und gesetzestreuer Mann ist, unerträglich. Allerdings könnte Zhi-shans Sturheit ihn ins Gefängnis bringen. |                 |               |                               |                                                |
| 22 | Folge 22        | 第22集        | 14. Juli 2022                 | 4. Jan. 2023                                   |
| Liu Zhi-shan wird rehabilitiert und findet sich mit den Motiven für das Verhalten von Liu Lang ab. Liu Li-wei wird vermisst und ist nun der Hauptverdächtige in vielen Betrugsfällen. Chen Zhi-hao will Liu Li-wei ein für alle Mal loswerden. Allerdings ist die finanzielle Situation von Chu Hsing katastrophal. Sowohl Liu Lang als auch Xiao-yan sind darüber besorgt. |                 |               |                               |                                                |
| 23 | Folge 23        | 第23集        | 20. Juli 2022                 | 4. Jan. 2023                                   |
| Das Leben von Liu Li-wie könnte als perfektes Paradebeispiel für ein Dasein am unteren Rande der Gesellschaft herangezogen werden. Er versucht, seiner Familie ein besseres Leben zu ermöglichen, gerät aber an die falschen Leute. Um zu überleben, nimmt er immer wieder Schulden auf und flieht vor ihnen und ist von der sozialen Realität erschöpft. Das Glück ist ihm stets verwehrt geblieben, und seine Hoffnung auf ein besseres Leben schwindet mehr und mehr. Die Grenze, die aufgrund der Lebensumstände Opfer zu Tätern macht, ist fließend. Liu Lang erfährt mehr über die unschöne Kindheit von Liang-liang, die er hatte, bevor die beiden sich trafen. Es wird deutlich, dass die Begegnung der beiden kein Zufall war, sondern ein Ausweg aus einer hoffnungslosen Situation. |                 |               |                               |                                                |
| 24 | Folge 24        | 第24集        | 20. Juli 2022                 | 4. Jan. 2023                                   |
| Liu Li-wei beschließt, aktiv zu werden, um sein Leben wiederzuerlangen. Chen Zhi-hao wird klar, dass er Liu Li-wei fälschlicherweise als Bedrohung eingeschätzt hat und seine Haltung überdenken muss. Liu Lang geht einen Pakt mit dem Teufel ein, bevor er Liu Li-wei helfen kann. |                 |               |                               |                                                |
| 25 | Folge 25        | 第25集        | 21. Juli 2022                 | 4. Jan. 2023                                   |
| Nachdem er Chu Hsing der Rücken gekehrt und Liang-liang verlassen hat, wird Liu Lang von einer renommierten Anwaltskanzlei eingestellt. Endlich führt er wieder sein eigenes, sorgloses Junggesellenleben. Aber etwas fehlt. Liu Lang ist alles andere als glücklich. Da Chu Hsing geschlossen ist und Liu Lang nun woanders arbeitet, muss Xiao-yan alleine einen Betrugsfall angehen, in den ihre Eltern und andere Opfer verwickelt sind, und ihr wird klar, auf welche Person alles hindeutet. |                 |               |                               |                                                |
| 26 | Folge 26        | 第26集        | 21. Juli 2022                 | 4. Jan. 2023                                   |
| Xiao-yan versammelt die ehemaligen Anwälte von Chu Hsing für eine Sammelklage mit über 200 Opfern. Liu Lang schließt sich diesem Kampf an. Da Liu Lang die einzige Möglichkeit kennt, Chen Zhi-hao ein für alle Mal zu Fall zu bringen, braucht er Liu Li-wei, aber er ist sich nicht sicher, ob es das wert ist. Eigentlich ist Liu Lang jemand, der alle Register ziehen würde, um zu gewinnen, doch jetzt hat er das Gefühl, dass er mehr zu verlieren hat. Auch die Zukunft und das Glück von Liang-liang stehen auf dem Spiel. |                 |               |                               |                                                |